# HD119765
HD119765 — хімічно пекулярна зоря спектрального класу A1, що має видиму зоряну величину в смузі V приблизно  6,0.
Вона  розташована на відстані близько 344,8 світлових років від Сонця.

## Фізичні характеристики
Зоря HD119765 обертається 
досить швидко 
навколо своєї осі. Проєкція її екваторіальної швидкості на промінь зору становить  Vsin(i)=133км/сек.